# Hotel Lwów
Hotel "Lwów" – hotel w głównej części Lwowa, przy Prospekcie Wiaczesława Czornowoła 7.
Budynek hotelu został wybudowany w 1965 według projektu zespołu ukraińskich architektów Ludmyły Niwiny, Anatolija Konsułowa i Pawło Konta. Posiada jednolitą, płaską elewację, która w założeniu projektantów poprzez swoją masywność miała kontrastować ze znajdującą się w pobliżu Operą Lwowską. Według pierwotnego założenia hotel miał posiadać 400 miejsc noclegowych, ostatecznie po licznych przebudowach wnętrz w 370 pokojach może nocować do 593 gości. Usytuowanie budynku sprawia, że hotel ma ograniczoną liczbę miejsc postojowych przed wejściem. W czasach, gdy był on budowany po Lwowie, jak i całym Związku Radzieckim poruszała się mała liczba pojazdów. 
Jest to hotel niższej klasy (dwie gwiazdki) posiadający w swojej ofercie bar i restaurację, salę konferencyjną, pralnię i saunę. Całkowita liczba miejsc noclegowych wynosi 593, na 370 pokoi 8 to apartamenty, 161 pokoi jednoosobowych (87 z łazienkami, 74 bez łazienek), 192 pokoje dwuosobowe (107 z łazienkami, 85 bez łazienek), 9 pokoi wieloosobowych. 